# Rožat
Rožat falu Horvátországban, Dubrovnik-Neretva megyében. Közigazgatásilag Dubrovnik községhez tartozik.

## Fekvése
A Dubrovnik városától légvonalban 3, közúton 8 km-re északkeletre a Dubrovniki tengermelléken, az Adria-parti főút mentén, Prijevor és Komolac között, a Rijeka dubrovačka északi partján fekszik. Két fő településrésze Gornji Rožat, mely a főút felett fekszik és régi házakból áll, valamint Donji Rožat, mely a főút és a Rijeka dubrovačka mentén fekszik és főként újabb építésű, vagy nemrég felújított házak alkotják.

## Története
Az itt élt első ismert nép az illírek voltak, akik az i. e. 2. évezredtől fogva éltek itt magaslatokon épített erődített településeken és kövekből rakott halomsírokba temetkeztek. Ókori halomsír található Rožat határában is. Az illírek i. e. 35-ig uralták a térséget, amikor Octavianus hadai végső győzelmet arattak felettük. A Nyugatrómai Birodalom bukása után 493-tól a keleti gótok uralták a területet. 535-ben Dalmáciával együtt a Bizánci Császárság uralma alá került. A horvátok ősei a 7. században érkeztek Dalmáciába és csakhamar megalapították első településeiket. Ezek elsőként a termékeny mező melletti, ivóvízzel rendelkező helyeken alakultak ki.
Az Ombla-patak forrásvidéke Knežica és Šumet településekkel együtt már a 10. század közepén a Raguzai Köztársasághoz tartozott. A rožati Nagyboldogasszony plébánia a Rijeka dubrovačka térségének legrégibb egyházi intézménye, alapítása az 1295 és 1321 közötti időszakra tehető. Itt működött a rožati Szűz Mária testvériség, mely az ország egyik legrégibb, 1321-ben kelt anyakönyvét vezette. Ez a tény már az egyházi szervezetnek a kétségkívüli fennállásáról tanúskodik. A dombon álló plébániatemplomot 1123-ban említik először, de már nyolc évvel azelőtt 1115 építtette Sabino Gundulić, majd atyai örökségével együtt a monte cassinoi bencés apátságnak adományozta. Amikor 1197-ben a kolostor is felépült a templommal együtt a lokrumi bencésekhez tartozott, majd 1239-ben Lokrummal együtt újra a monte cassinoi apátság irányítása alá került.
A bencések a 13. század végén, nagyjából a plébánia alapításával egyidejűleg elhagyták Rožatot. A 14. század végén 1393-ban a boszniai ferences vikárius építtetett itt egy kisebb kolostort a Sarlós Boldogasszony tiszteletére a beteg testvérek ápolása céljából. Miután 1463-ban Boszniát elfoglalta a török a kolostor is felszabadult a boszniai alárendeltségből és 1468-ra önálló igazgatású lett. 1582-ben az akkor már rossz állapotú épületet elbontották és újat építettek helyette. Az építés, ahogy erről a kőbe vésett felirat is megemlékezik 1585-ben fejeződött be. Az új kolostor keleti oldalán a templommal, központjában a kerengővel az akkori ferences rendtartomány egyik legnagyobb kolostorépülete lett. Az 1667-es pusztító erejű földrengésben a templom és a kolostor nyugati része teljesen leomlott. Az újjáépítés, melyhez a raguzai tanács nagy összeggel járult hozzá 1702 és 1704 között történt.
A Raguzai Köztársaság bukása után 1806-ban Dalmáciával együtt ez a térség is a köztársaságot legyőző franciák uralma alá került, de Napóleon bukása után 1815-ben a berlini kongresszus Dalmáciával együtt a Habsburgoknak ítélte. 1857-ben 165, 1910-ben 131 lakosa volt. 1918-ban az új szerb-horvát-szlovén állam, majd később Jugoszlávia része lett. A délszláv háború során 1991. október 1-jén kezdődött a jugoszláv hadsereg (JNA) támadása a Dubrovniki tengermellék ellen, majd súlyos harcok után még októberben megszállta a települést. A házakat kirabolták, majd felgyújtották. A lakosság elmenekült, így a település 1992. májusáig lényegében lakatlan maradt. A horvát hadsereg a slanoi felszabadító hadművelet során 1992. május 26-án verte ki a JNA egységeit a településről és környékéről. A háború után rögtön elkezdődött az újjáépítés. A településnek 2011-ben 340 lakosa volt, akik főként turizmussal és halászattal foglalkoztak.

## Népesség
| Lakosság változása | Lakosság változása | Lakosság változása | Lakosság változása | Lakosság változása | Lakosság változása | Lakosság változása | Lakosság változása | Lakosság változása | Lakosság változása | Lakosság változása | Lakosság változása | Lakosság változása | Lakosság változása | Lakosság változása | Lakosság változása |
| ------------------ | ------------------ | ------------------ | ------------------ | ------------------ | ------------------ | ------------------ | ------------------ | ------------------ | ------------------ | ------------------ | ------------------ | ------------------ | ------------------ | ------------------ | ------------------ |
| 1857               | 1869               | 1880               | 1890               | 1900               | 1910               | 1921               | 1931               | 1948               | 1953               | 1961               | 1971               | 1981               | 1991               | 2001               | 2011               |
| 165                | 133                | 126                | 156                | 158                | 131                | 141                | 143                | 122                | 107                | 110                | 132                | 0                  | 0                  | 301                | 340                |

(1981-ben és 1991-ben lakosságát Dubrovnikhoz számították.)

## Nevezetességei
- A Nagyboldogasszony tiszteletére szentelt plébániatemploma[4] 1115-ben épült. Építtetője Sabino Gundulić a bencés rendnek adományozta. Az eredeti épületegyüttest többször megújították és bővítették, míg az 1667-es földrengés lerombolta. A földrengés után építették fel a mai templomot. Harangtornya 1894-ben épült. 1930-ban a templomot teljesen megújították. Az újabb földrengések, az 1991-es szerb gránáttalálat, valamint az idő vasfoga károkat tettek benne, ezért 2004-ben ismét felújították.
- A ferencesek Sarlós Boldogasszony temploma és kolostora eredetileg 1393-ban épült, de rossz állapota miatt 1582-ben le kellett bontani. 1582 és 1584 között épült fel az új templom, de 1667-ben egy földrengés ezt is nagyrészt lerombolta. Az épületegyüttes mai formájában 1702 és 1704 között épült fel. A kolostor legreprezentatívabb része az ebédlő. A templom 24,80 méter hosszú és 7,80 méter széles, magassága 8,20 méter. Főoltára kőből épült, oltárképe a Szűzanya megkoronázását ábrázolja, ismeretlen mester alkotása a 16. századból. A két mellékoltár 1734-ből származik. A Kármelhegyi boldogasszony, illetve Szent Antal tiszteletére van szentelve. Mindkettőt szobor díszíti. A három emeletes harangtorony a keleti oldalon áll. A kolostort utoljára 1986-ban építették át.
- A Gundulić-nyaralóban levő Szent Triphonis kápolna első említése 1299-ben történt. A 16. században gótikus stílusban megújították. Egyhajós épület négyszögletes apszissal.
- A parton áll a raguzai Rastić család nyaralója, mely arról nevezetes, hogy egy ideig a neves raguzai író és politikus Džono Rastić (Giunio Resti) volt a tulajdonosa.[5]
- A Rijeka dubrovačka felett található a Vilina-barlang,[6] mely egyben vaskori régészeti lelőhely. A Vilina-Ombla barlangrendszer eddig feltárt része 3063 méter, mélysége 192 méter. Az ország 12. leghosszabb barlangja, melynek egy része a szomszédos Bosznia-Hercegovinába is átnyúlik. Az itt végzett feltárások szerint a barlangot az őskori ember, majd a görög és római civilizáció is használta. A régészeti leletek háromezer évet ölelnek át, egészen a 4. századig bezárólag. A legújabb feltárások illír szentélyként azonosították. A barlang esztétikai, geomorfológiai, vízrajzi, kultúrtörténeti és ökológiai értékei miatt egyedülálló a Dinári-hegység egész területén. A biológiai kutatások alapján mintegy 50 különféle faj élőhelye. Feltételezések szerint teljes feltárása után egész Európa egyik leghosszabb barlangja lehet.